# Roger Backhouse

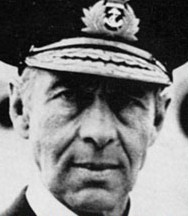
Admiral Sir Roger Backhouse

Sir Roger Roland Charles Backhouse, GCB, GCVO, CMG (* 24. November 1878 in Middleton Tyas, Yorkshire; † 15. Juli 1939 in London) war ein britischer Seeoffizier der Royal Navy, der unter anderem als Admiral zwischen 1935 und 1938 Oberkommandierender der Heimatflotte (Commander-in-Chief, Home Fleet) sowie von 1938 bis 1939 Erster Seelord und Chef des Marinestabes (First Sea Lord and Chief of the Naval Staff) war. Er wurde mit seinem Eintritt in den Ruhestand am 29. Juni 1939 zum Flottenadmiral (Admiral of the Fleet) befördert und verstarb knapp zwei Wochen später.

## Ausbildung zum Seeoffizier und Erster Weltkrieg

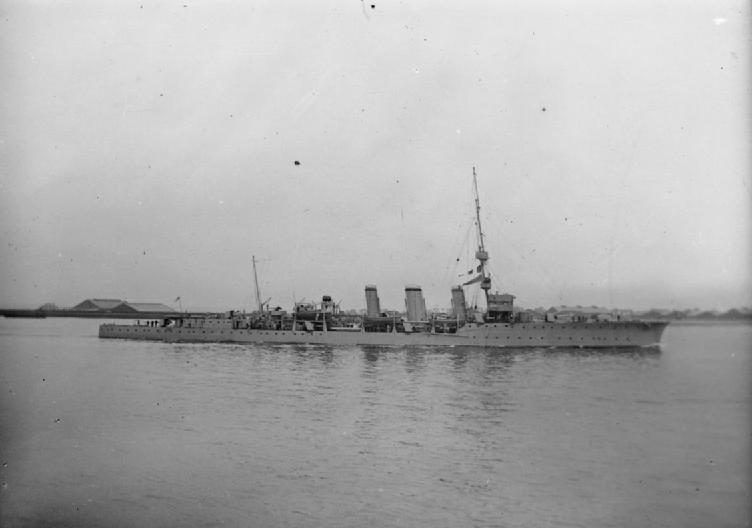
Kapitän zur See Roger Backhouse war während des Ersten Weltkrieges von 1915 bis 1916 Kommandant (Commanding Officer) des Leichten Kreuzers HMS Conquest.

Roger Roland Charles Backhouse war das vierte von sechs Kindern des Bankiers Jonathan Backhouse, der 1901 zum 1. Baronet, of Uplands, in the County Durham, erhoben wurde und dessen Ehefrau Florence Salusbury-Trelawny. Zu seinen älteren Brüdern gehörte der Orientwissenschaftler Edmund Backhouse, der nach dem Tode des Vaters 1918 den Titel als 2. Baronet erbte, sowie Oliver Backhouse, der ebenfalls Admiral der Royal Navy war. Sein Großvater väterlicherseits war Edmund Backhouse, der zwischen 1868 und 1880 als Mitglied dem Unterhaus (House of Commons) angehörte, während sein Großvater mütterlicherseits John Salusbury-Trelawny ebenfalls 23 Jahre Mitglied des Unterhauses war und 1856 den Titel als 9. Baronet, of Trelawny, erbte.
Roger Backhouse selbst trat am 15. Juli 1892 als Naval Cadet in die Royal Navy ein und wurde am 15. September 1894 zum Midshipman befördert. Nach Verwendungen auf verschiedenen Schiffen wurde er am 15. März 1898 zum Sub-Lieutenant und am 15. März 1899 zum Lieutenant befördert. Nach weiteren Verwendungen als Seeoffizier wurde er am 31. Dezember 1909 zum Commander sowie am 1. September 1914 zum Captain befördert. 1914 wurde er ferner als Companion der Zivilabteilung des Order of the Bath (CB Civil) ausgezeichnet. Als Captain war er während des Ersten Weltkrieges von November 1915 bis Dezember 1916 Kommandant (Commanding Officer) des Leichten Kreuzers Conquest sowie zwischen November 1916 und Mai 1918 Kommandant des Schlachtkreuzers Lion. Für seine Verdienste wurde er des Weiteren am 4. Juni 1917 als Companion des Order of St Michael and St George (CMG) ausgezeichnet.

## Nachkriegszeit und Aufstieg zum Admiral

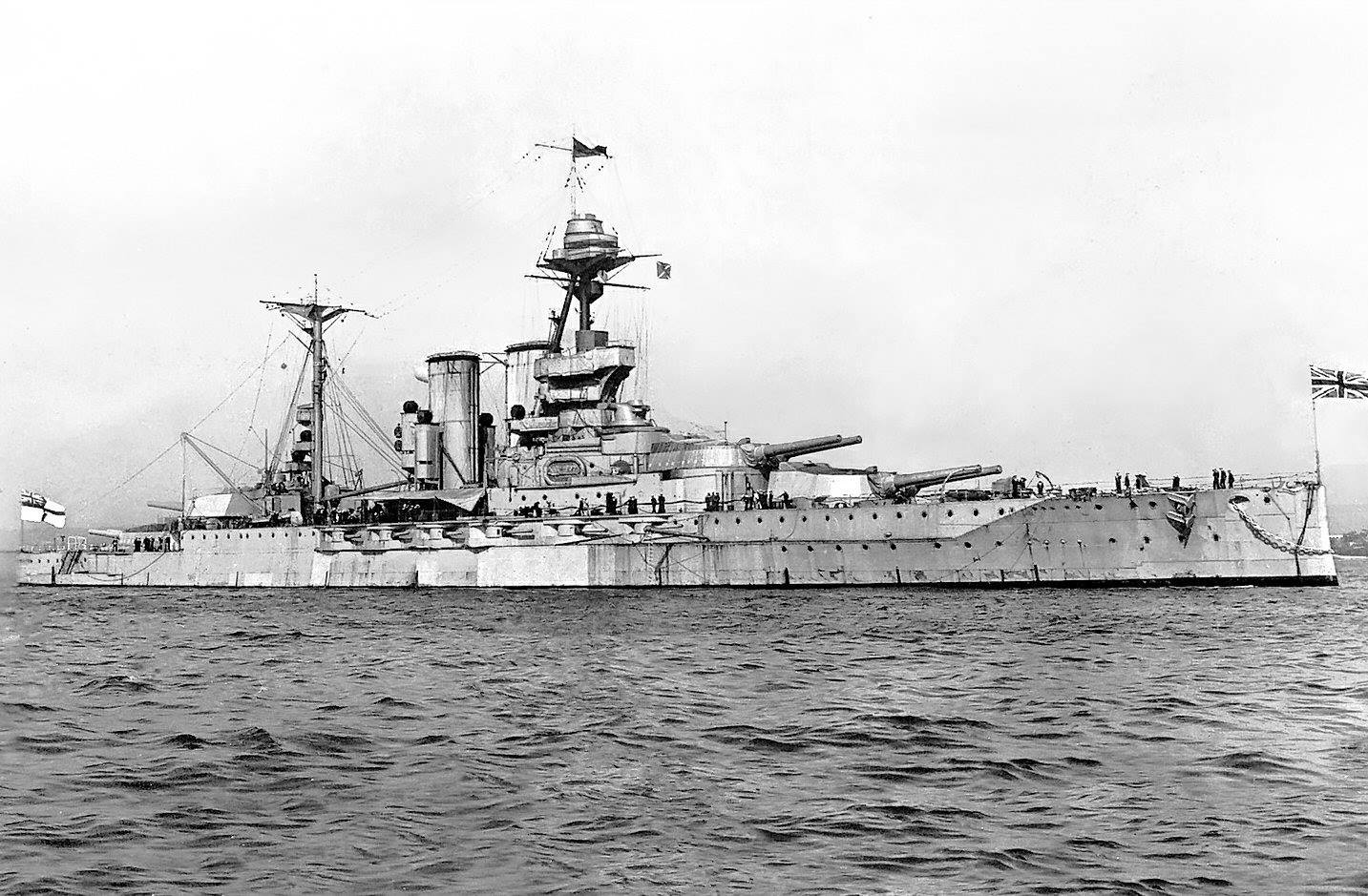
Zwischen 1923 und 1924 war Kapitän zur See Backhouse Kommandant des Schlachtschiffs Malaya.

Nach Kriegsende war Captain Backhouse zwischen August und September 1920 zunächst Deputy Director of Naval Ordnance sowie von September 1920 bis Dezember 1922 Director of Naval Ordnance und damit Leiter der Abteilung für Artillerie, Material, Nachschub, Versorgung und die technische Truppe. Anschließend fungierte er zwischen Januar 1923 und August 1924 als Kommandant des Schlachtschiffs Malaya. Nach seiner Beförderung zum Rear-Admiral am 3. April 1925 war zwischen Mai 1926 und Mai 1927 Kommandeur des 3. Schlachtgeschwaders (3rd Battle Squadron). Am 30. Dezember 1927 wurde er auch Companion der militärischen Abteilung des Order of the Bath (CB Military). Im April 1928 löste er Vice-Admiral Sir Ernle Chatfield als Dritter Seelord (Third Sea Lord and Controller of the Navy) ab und war als solcher bis zu seiner Ablösung durch Vice-Admiral Charles Forbes im März 1932 für die Beschaffungs- und Rüstungsabteilungen zuständig. In dieser Verwendung erfolgte am 10. November 1929 auch seine Beförderung zum Vice-Admiral.
Daraufhin fungierte Vice-Admiral Backhouse zwischen April 1932 und Mai 1934 als stellvertretender Kommandeur der Mittelmeerflotte (Second-in-Command, Mediterranean Fleet) und war in dieser Funktion in Personalunion von April 1932 und Mai 1934 auch Kommandeur des 1. Schlachtgeschwaders (1st Battle Squadron). In dieser Verwendung wurde er am 2. Januar 1933 zum Knight Commander des Order of the Bath (KCB) geschlagen, so dass er fortan den Namenszusatz „Sir“ führte. Am 11. Februar 1934 wurde er ferner zum Admiral befördert. Er löste im August 1935 William Boyle, 12. Earl of Cork and Orrery als Oberkommandierender der Heimatflotte (Commander-in-Chief, Home Fleet) ab und bekleidete diese Funktion bis April 1938, woraufhin erneut Admiral Sir Charles Forbes seine dortige Nachfolge übernahm. Er wurde während dieser Zeit am 20. Mai 1937 zum Knight Grand Cross des Royal Victorian Order (GCVO) sowie am 1. Januar 1938 darüber hinaus zum Knight Grand Cross des Order of the Bath (GCB) erhoben.

## Erster Seelord, Admiral of the Fleet und Familie
Zuletzt wurde Admiral Sir Roger Backhouse im September 1938 wiederum als Nachfolger von Admiral of the Fleet Ernle Chatfield, 1. Baron Chatfield, Erster Seelord und Chef des Marinestabes (First Sea Lord and Chief of the Naval Staff) war. Er hatte dieses Amt bis Juni 1939 inne und wurde daraufhin von Admiral of the Fleet Sir Dudley Pound abgelöst. Er wurde mit seinem Eintritt in den Ruhestand am 29. Juni 1939 zum Flottenadmiral (Admiral of the Fleet) befördert und verstarb knapp zwei Wochen später am 15. Juli 1939.
Roger Roland Charles Backhouse war seit dem 4. Juni 1907 mit Dora Louise Findlay verheiratet, Tochter von John Ritchie Findlay, Eigentümer der schottischen Tageszeitung The Scotsman, und dessen Ehefrau Susan Leslie. Aus dieser Ehe gingen vier Töchter und zwei Söhne hervor, darunter sein fünftes Kind und ältester Sohn Major Sir John Edmund Backhouse, der nach dem Tode seines kinderlos verstorbenen Onkels Edmund Backhouse am 8. Januar 1944 den Titel als 3. Baronet, of Uplands, erbte, aber bereits am 29. August 1944 an den Folgen einer Kriegsverletzung verstarb.